# Volvo XC60
La Volvo XC60 est un SUV de luxe du constructeur automobile suédois Volvo. D'abord présentée comme concept car au salon de Détroit en janvier 2007, elle est révélée au public comme véhicule de série durant le salon de Genève, le 6 mars 2008. Ce SUV compact entre en concurrence directe avec la BMW X3, la Mercedes GLC (anciennement GLK), l'Audi Q5, la Jaguar E-Pace ou encore l'Alfa Romeo Stelvio. La seconde génération est présentée au salon de Genève 2017.
Le Volvo XC60 est le plus vendu des véhicules PHEV au premier semestre 2024 sur le marché de l'Europe des 28.

## Première génération (2008-2017)
Reposant sur la plate-forme EUCD, commune au groupe Ford, la XC60 est fabriquée dans l'usine Volvo de Gand, en Belgique, auprès des Volvo S60 et V40. Elle est commercialisée depuis fin 2008.
Ce véhicule est le premier du renouveau de la gamme "60"; suivi par les Volvo S60 et V60 en 2010.

### Présentation
Basé sur la plate-forme EUCD commune aux Volvo S60, V60, V70, XC70, S80, Ford Mondeo et Land Rover Freelander, ce SUV de la gamme Volvo est lancé en novembre 2008 et c'est l'usine de Gand en Belgique qui est choisie pour la production.
Au lancement, le modèle est disponible en quatre finitions : Kinetic, Momentum, Summum et Xenium ainsi qu'avec trois moteurs : les cinq cylindres en ligne diesels turbocompressés 2.4 D de 163 ch et le D5 de 185 ch. En essence, on trouve uniquement le six cylindres en ligne turbocompressé T6 3.0 de 286 ch. À la fin 2008, c'est la version D5 de 215 ch qui coiffe la gamme diesel.
Mi-2009, une nouvelle version DRIVe deux roues motrices (traction) est lancée, équipée d’un nouveau diesel 2,4 litres développant 175 ch et 420 N m de couple, conforme à la norme Euro 5 et émettant 159 g/km de CO2. Parallèlement à ce lancement, le D5 hérite de la technologie du double turbo étagé. Il produit 215 ch et 420 N m de couple. Un six cylindres 3,2 litres essence de 238 ch est par ailleurs proposé. C'est aussi l'année du lancement de la finition R-Design caractérisée par ses jantes aluminium de 18 pouces, des nombreux chromes et l'aluminium brossé sur la planche de bord.
En 2011, le partenariat entre Volvo et la Volvo Ocean Race propose le gain d'une Volvo XC60 au gagnant du jeu virtuel : faire soi-même la course nautique en choisissant les paramètres essentiels comme la météo, la meilleure route… La finition Ocean Race intègre le catalogue peu de temps après pour une durée provisoire.
C'est au salon de Détroit en janvier 2012 que Volvo présente le concept car XC60 Plug-in Hybrid, doté d'une architecture essence couplé à un moteur électrique et batteries rechargeables (au contraire de la V60 Plug-in Hybrid qui est dotée d'une architecture diesel). On retrouve le moteur essence à l'avant et le moteur électrique pour les roues arrière. Ce dernier possède une puissance de 70 ch à laquelle s'ajoutent les 280 ch du moteur essence 2 litres. Plusieurs modes de conduite sont possibles : tout électrique avec 56 km d'autonomie, thermique, ou hybride pour optimiser la consommation. Les rejets de CO2 sont de 53 g/km pour une consommation normalisée de 2,3 l/100 km.
2012, est aussi l'arrivée d'une édition limitée Inscription. Ce pack relativement haut de gamme voit l'arrivée de jantes spécifiques, de nouveaux cuirs plus luxueux et le cuir de l'habitacle se retrouve sur les contre-portes.

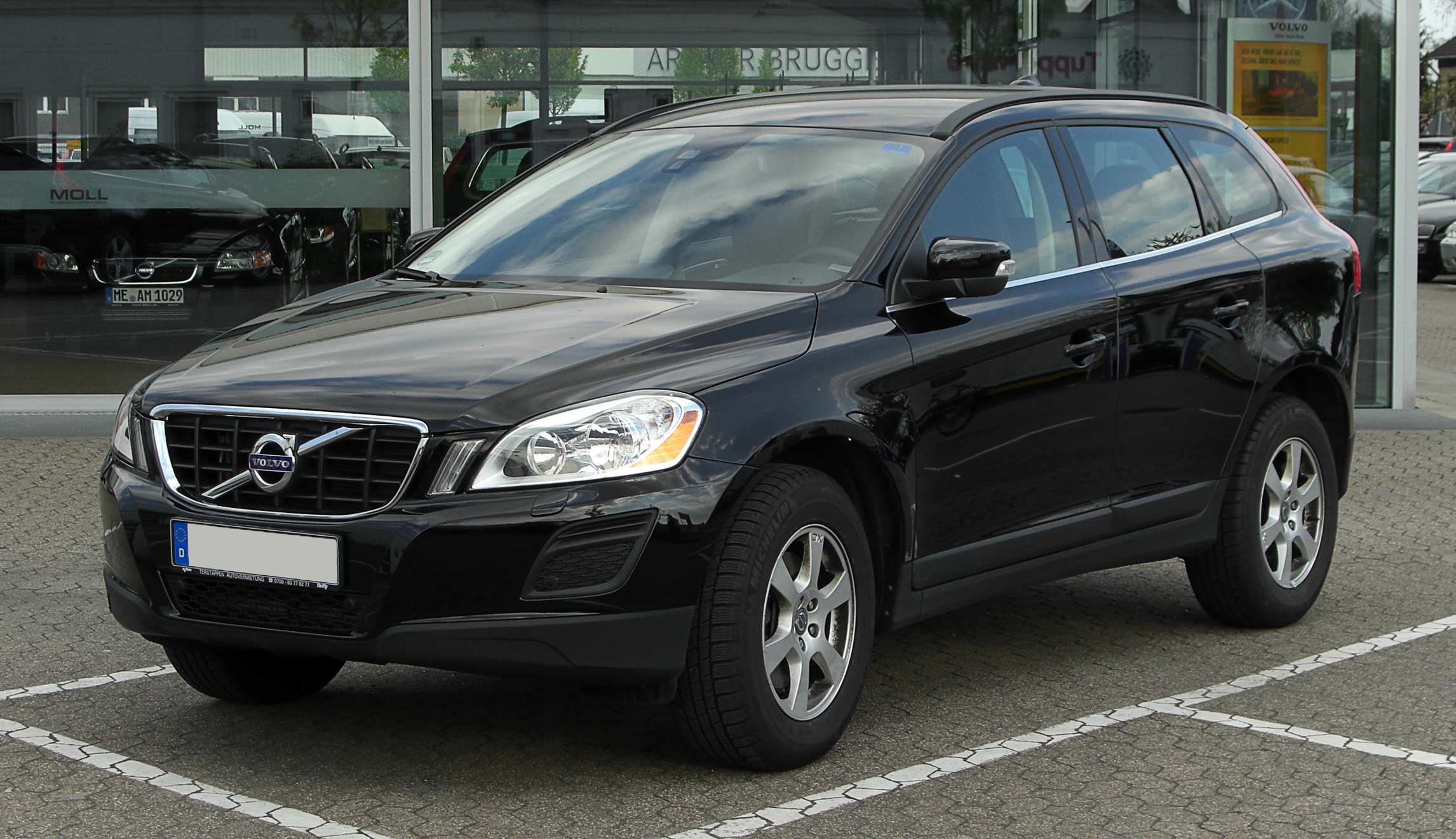
Volvo XC60 (2008 - 2013)
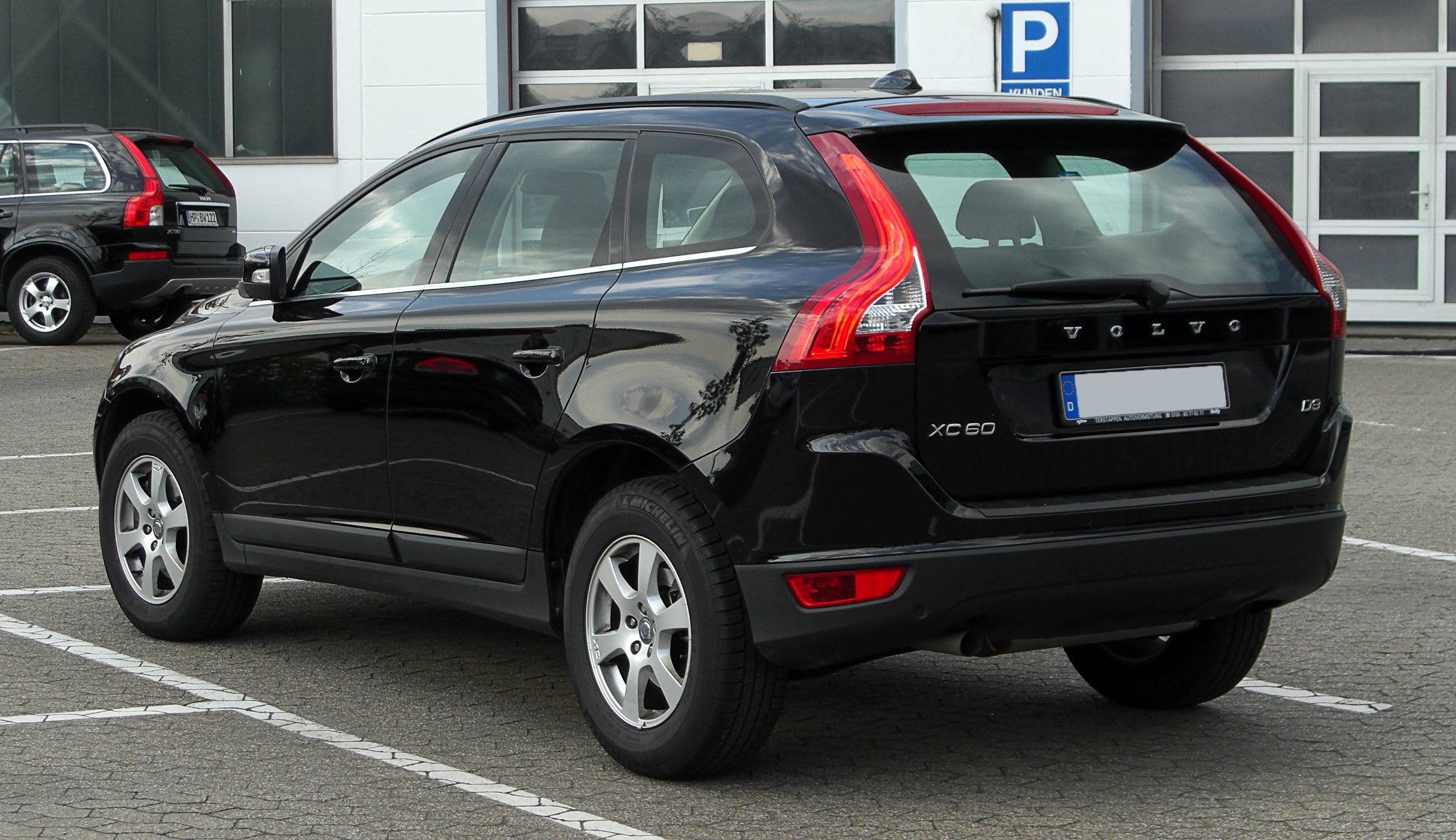
Volvo XC60 (2008 - 2013)
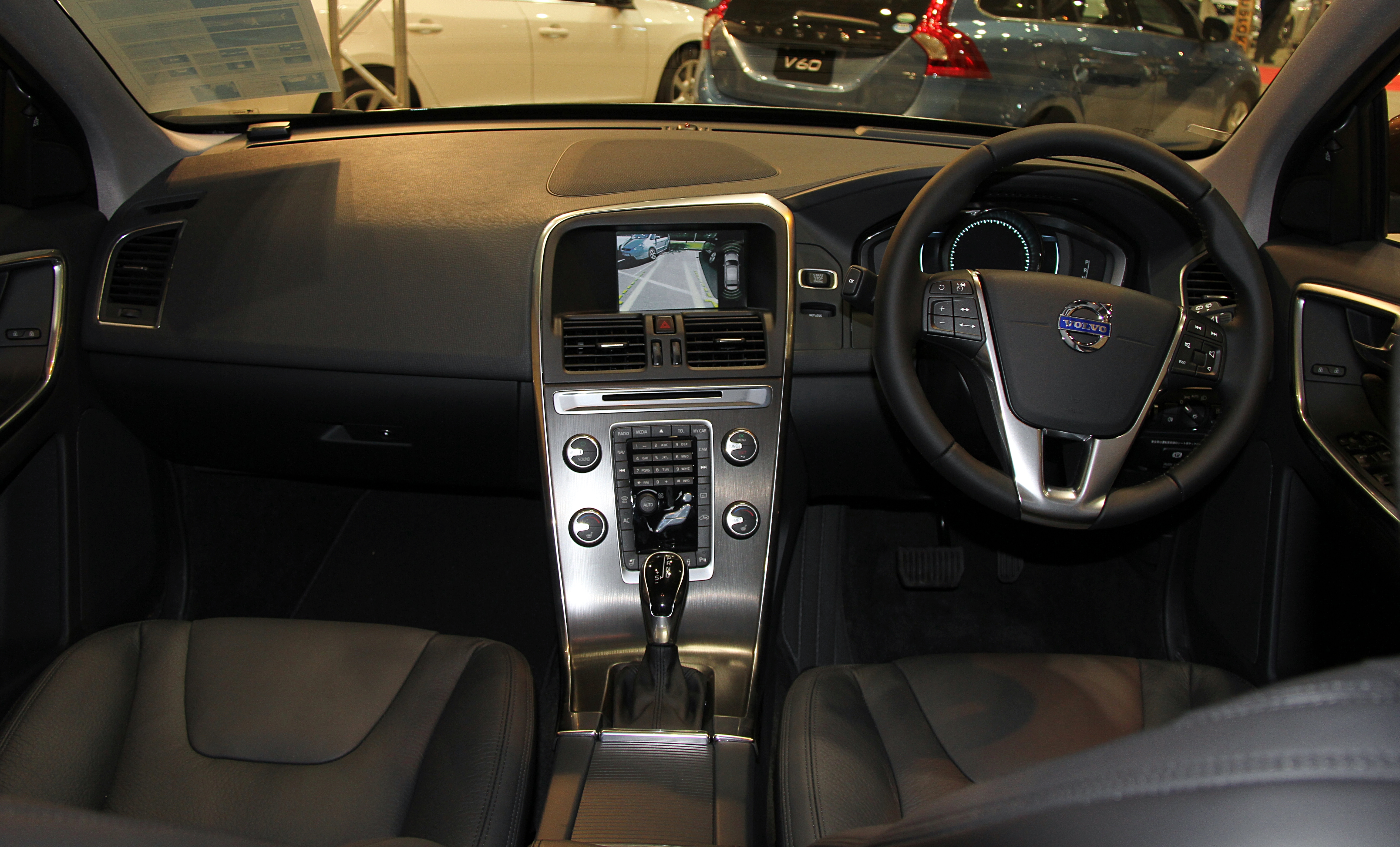
Volvo XC60 (2008 - 2013)
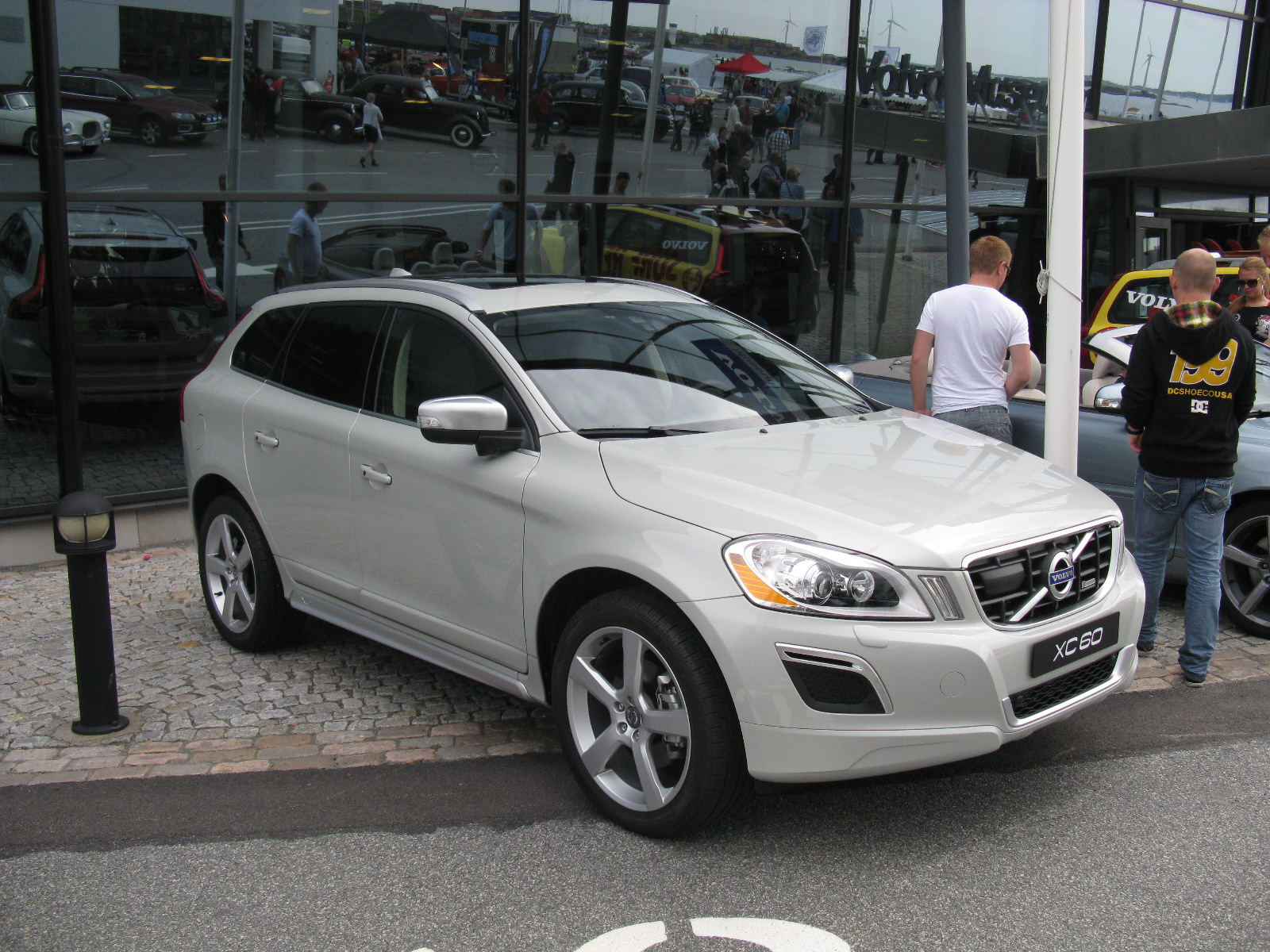
Volvo XC60 R-Design (2008 - 2013)
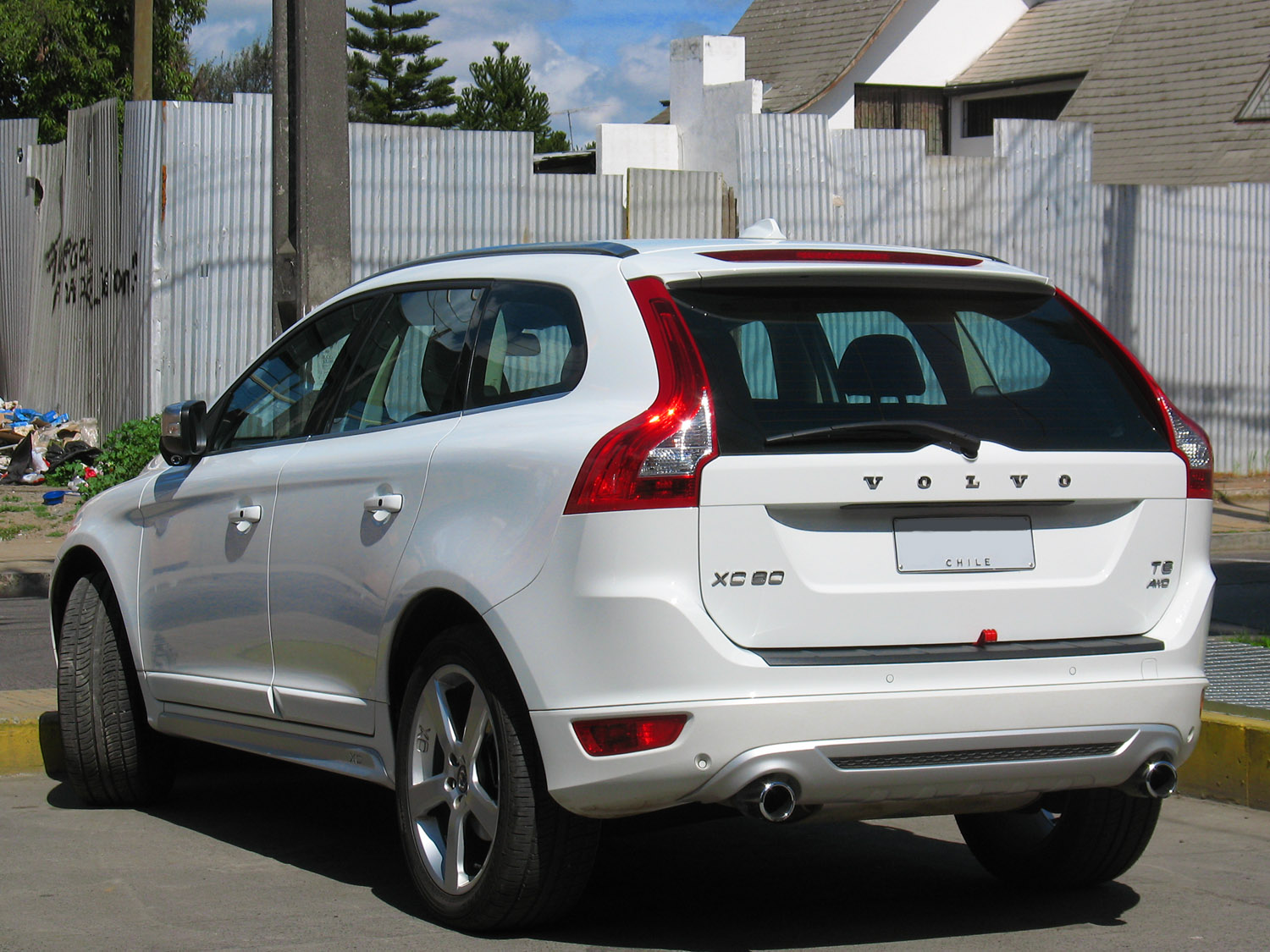
Volvo XC60 R-Design (2008 - 2013)
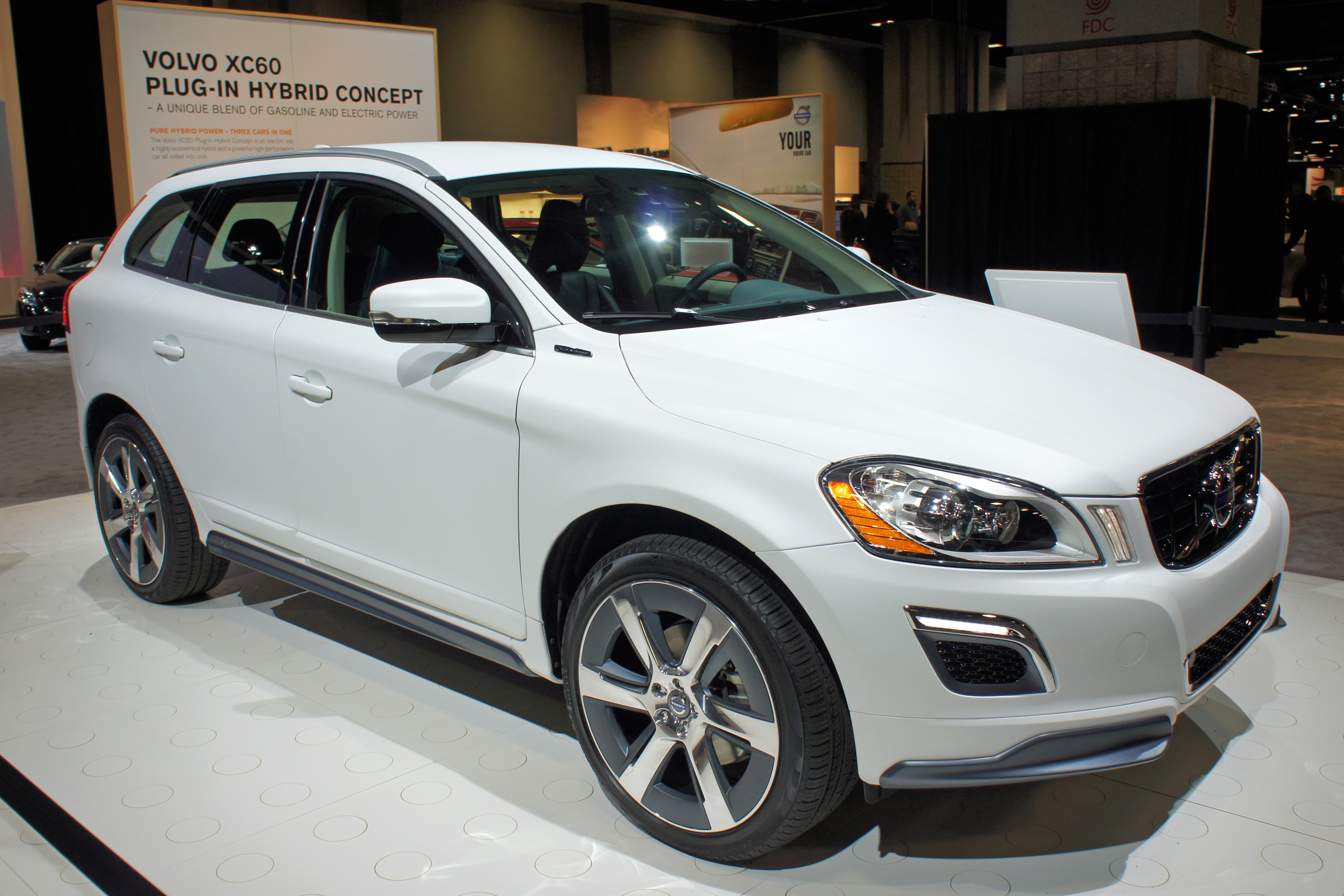
Volvo XC60 Plug-in Hybrid Concept (2012)
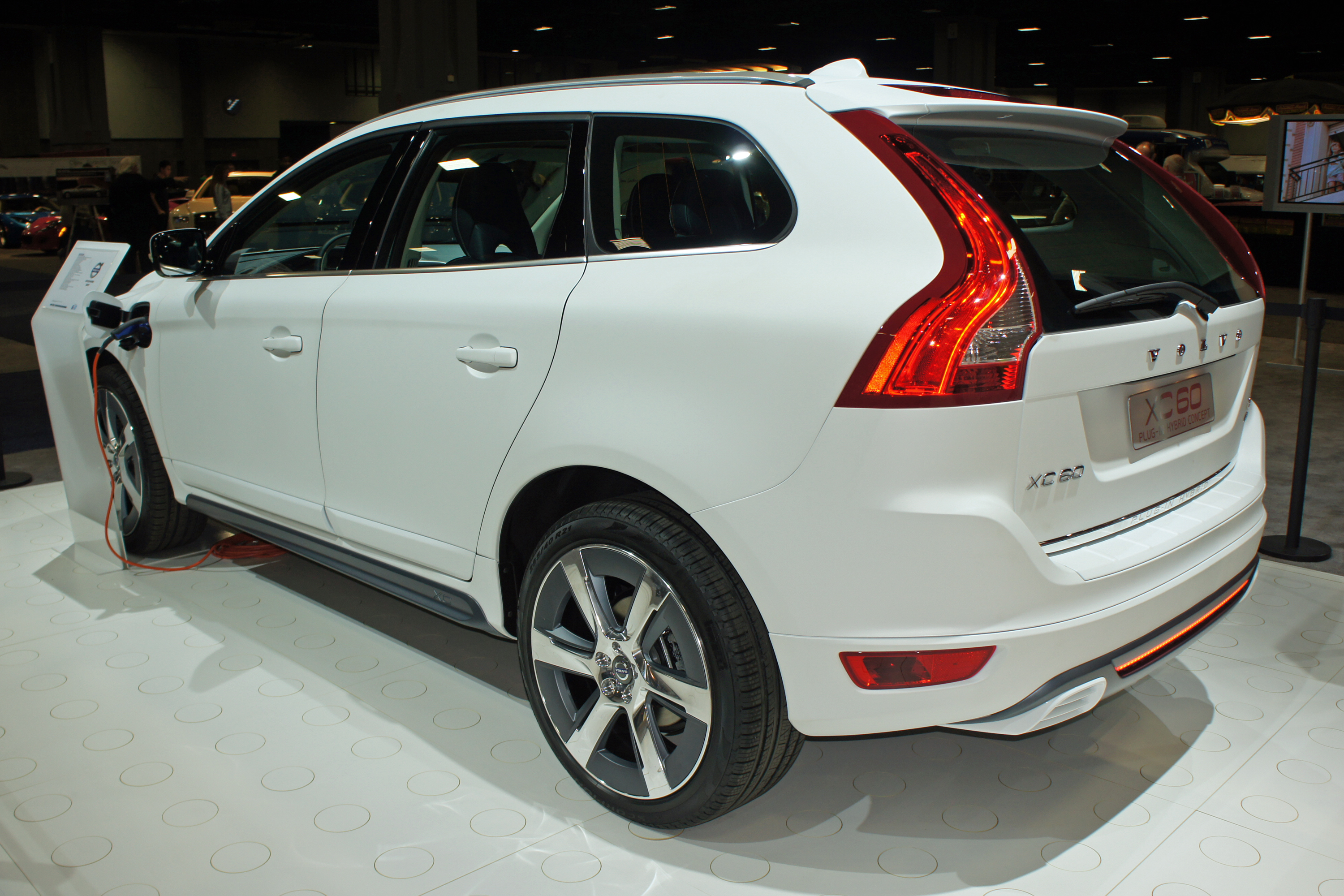
Volvo XC60 Plug-in Hybrid Concept (2012)

### Caractéristiques techniques

#### Sécurité
La XC60 est équipée en série d'un système de sécurité appelé « City Safety » qui permet d’éviter les collisions à faible vitesse en circulation urbaine et dans les embouteillages. Si le système détecte une collision inévitable avec le véhicule qui précède ou un obstacle, et en cas d’absence de réaction du conducteur, la voiture freine automatiquement. Ce système fonctionne jusqu’à une vitesse de 30 km/h dans sa première version, puis fait l'objet d'une évolution lui permettant de fonctionner jusqu'à une vitesse de 50 km/h à partir de 2013. Ce dernier est couplé au détecteur de piéton.
Par ailleurs, le Volvo XC60 a également été le premier véhicule équipé en standard d'un AEB.
Lors des tests de l'organisme Euro NCAP, outre la note maximale de cinq étoiles pour les crash tests, la XC60 a reçu une des plus hautes notes possibles pour sa protection contre le coup du lapin. La XC60 est pourvue du système WHIPS (Whiplash Protection System) qui est installé de série sur toutes les Volvo depuis l'année 2000.
La XC60 est équipée en série ou en option de nombreux systèmes de sécurité dont, entre autres, le radar de régulation de distance et l'alerte de franchissement involontaire de ligne.
Un autre système, le TSATM (Trailer Stability AssistTM) ou stabilisateur de remorque, contrôle les oscillations et peut stabiliser une remorque à l'aide d'une action sur les freins du véhicule tracteur. C'est la XC60 qui inaugure ce système dans la gamme Volvo.

#### Phase 1
Source,
|                               | XC60 D3                                                             | XC60 D4                                                             | XC60 D4 AWD                                                         | XC60 D5 AWD                                                         | XC60 T5                            | XC60 T6 AWD                        |
| ----------------------------- | ------------------------------------------------------------------- | ------------------------------------------------------------------- | ------------------------------------------------------------------- | ------------------------------------------------------------------- | ---------------------------------- | ---------------------------------- |
| Moteur                        | 5 cylindres en ligne turbo diesel Injection directe à rampe commune | 5 cylindres en ligne turbo diesel Injection directe à rampe commune | 5 cylindres en ligne turbo diesel Injection directe à rampe commune | 5 cylindres en ligne turbo diesel Injection directe à rampe commune | 4 cylindres en ligne turbo essence | 6 cylindres en ligne turbo essence |
| Cylindrée                     | 1 984 cm3                                                           | 1 984 cm3                                                           | 2 400 cm3                                                           | 2 400 cm3                                                           | 1 999 cm3                          | 2 953 cm3                          |
| Puissance maxi à tr/min       | 136 ch 3 500                                                        | 163 ch 3 000                                                        | 163 ch 4 000                                                        | 215 ch 4 000                                                        | 240 ch 5 500                       | 304 ch 5 600                       |
| Couple maxi à tr/min          | 350 N m 1 500 à 2 250                                               | 400 N m 1 500 à 2 750                                               | 420 N m 1 500 à 2 500                                               | 420 N m (auto. 440 N m 1 500 à 3 250 (auto. 3 000)                  | 320 N m 1 800 à 5 000              | 440 N m 2 100 à 4 200              |
| Masse à vide                  | 1 642 kg (auto. 1 651 kg)                                           | 1 644 kg (auto. 1 653 kg)                                           | 1 715 kg (auto. 1 732 kg)                                           | 1 722 kg (auto. 1 733 kg)                                           | 1 621 kg                           | 1 721 kg                           |
| Vitesse maxi                  | 190 km/h (auto. 185 km/h)                                           | 200 km/h (auto. 195 km/h)                                           | 195 km/h (auto. 190 km/h)                                           | 210 km/h (auto. 205 km/h)                                           | 210 km/h                           | 210 km/h                           |
| Accélération de 0–100 km/h    | 11,2 s                                                              | 10,3 s                                                              | 10,5 s (auto. 10,9 s)                                               | 8,1 s (auto. 8,3 s)                                                 | 8,1 s                              | 7,3 s                              |
| Consommation Mixte (l/100 km) | 5,3 (auto. 6,0)                                                     | 5,3 (auto. 6,0)                                                     | 5,3 (auto. 6,4)                                                     | 5,3 (auto. 6,4)                                                     | 8,5                                | 10,7                               |
| Émissions CO2 (g/km)          | 139 (auto. 159)                                                     | 139 (auto. 159)                                                     | 139 (auto. 169)                                                     | 139 (auto. 169)                                                     | 198                                | 249                                |

#### Phase 2
C'est au salon de Genève 2013 que la XC60 restylée est dévoilée. Physiquement, le style évolue avec un nouveau bouclier et de nouveaux optiques. À l'intérieur, on note l'arrivée du système multimédia Sensus, qui est doté d'un écran 7" et peut être connecté à Internet. On note également l'arrivée du compteur digital aux couleurs coordonnées au mode de conduite sélectionné (Elegance, ECO, Performance). On note également l'arrivée des aides à la conduite IntelliSafe (City Safety avec détection de piétons, BLIS (détection d'angle mort) à base de radar et non plus de caméras, reconnaissance des panneaux de signalisations et Cross Traffic Alert pour aider dans les manœuvres. Sans oublier le système anti-éblouissement du faisceau des feux de route.
Au Salon de New York 2013, Volvo dévoile le nouveau pack R-Design pour la XC60 : nouveaux boucliers plus sportifs, réglage de suspensions plus sportif, sellerie mixte cuir/nubuck.
Pour 2014, la gamme voit l'arrivée de la série limitée Ocean Race basée sur la finition Summum. On trouve de nouvelles jantes de 18", des sièges sports en cuir, des tapis de sol à l'effigie de la course Ocean Race, un cache-bagage lui aussi assorti, des seuils de portes en aluminium, les sièges, pare-brise et buses de lave-glace chauffantes.
On note également l'arrivée de la finition haut de gamme Inscription qui se distingue grâce à des détails plus cossus comme des cuirs de meilleure qualité et surtout leur présence également sur les contre-portes, planche de bord, accoudoirs... Ainsi que le passage à des jantes de 20 pouces.
C'est aussi en 2014 que la XC60 atteint les 500 000 exemplaires vendus en six années de commercialisation. On note aussi le début de la production en Chine avec les moteurs essence DRIVe 2,0 litres de 145 ch, 2,0 litres de 213 ch et 2,5 litres de 254 ch.

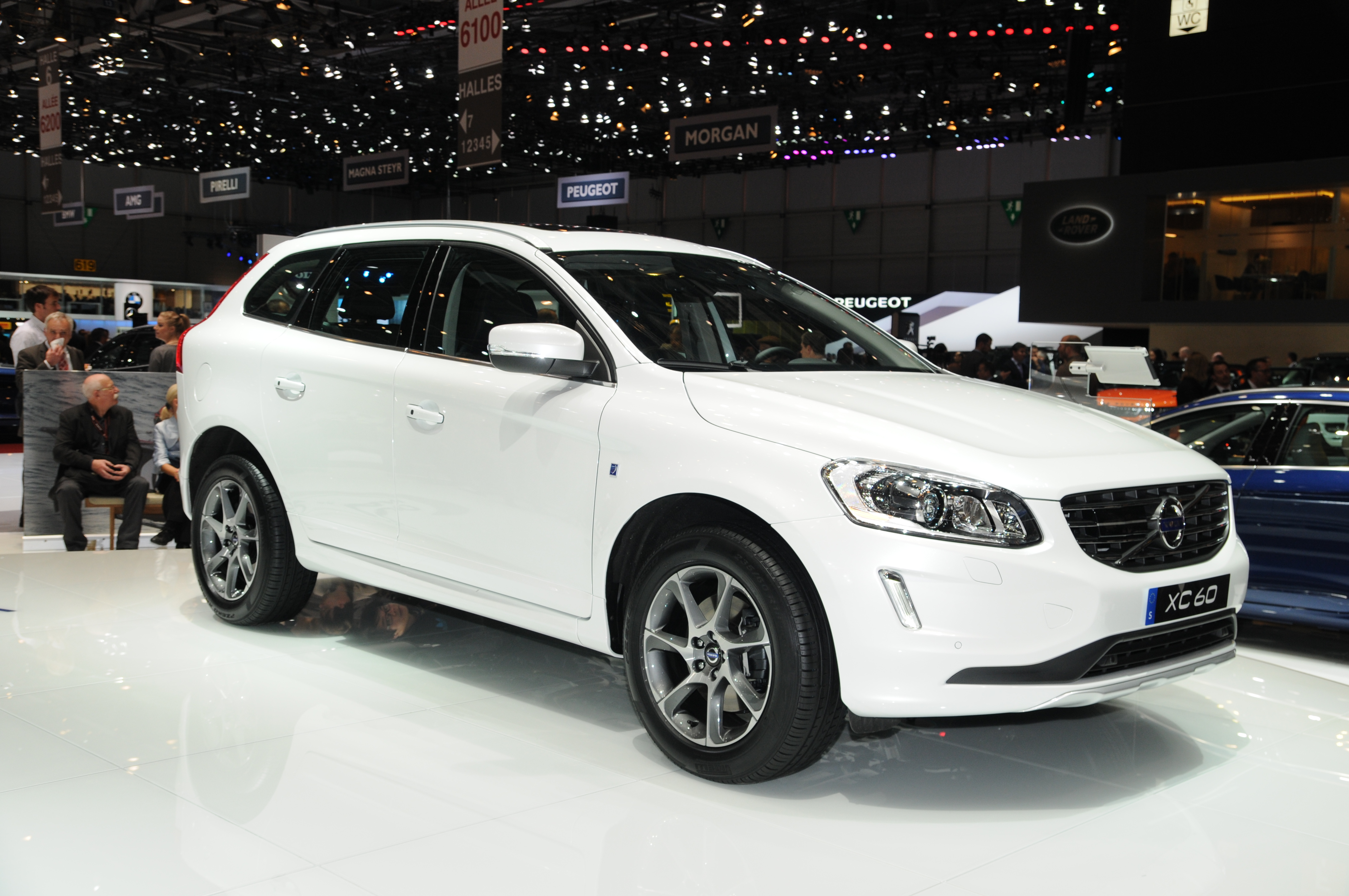
Volvo XC60 (2013-2017)
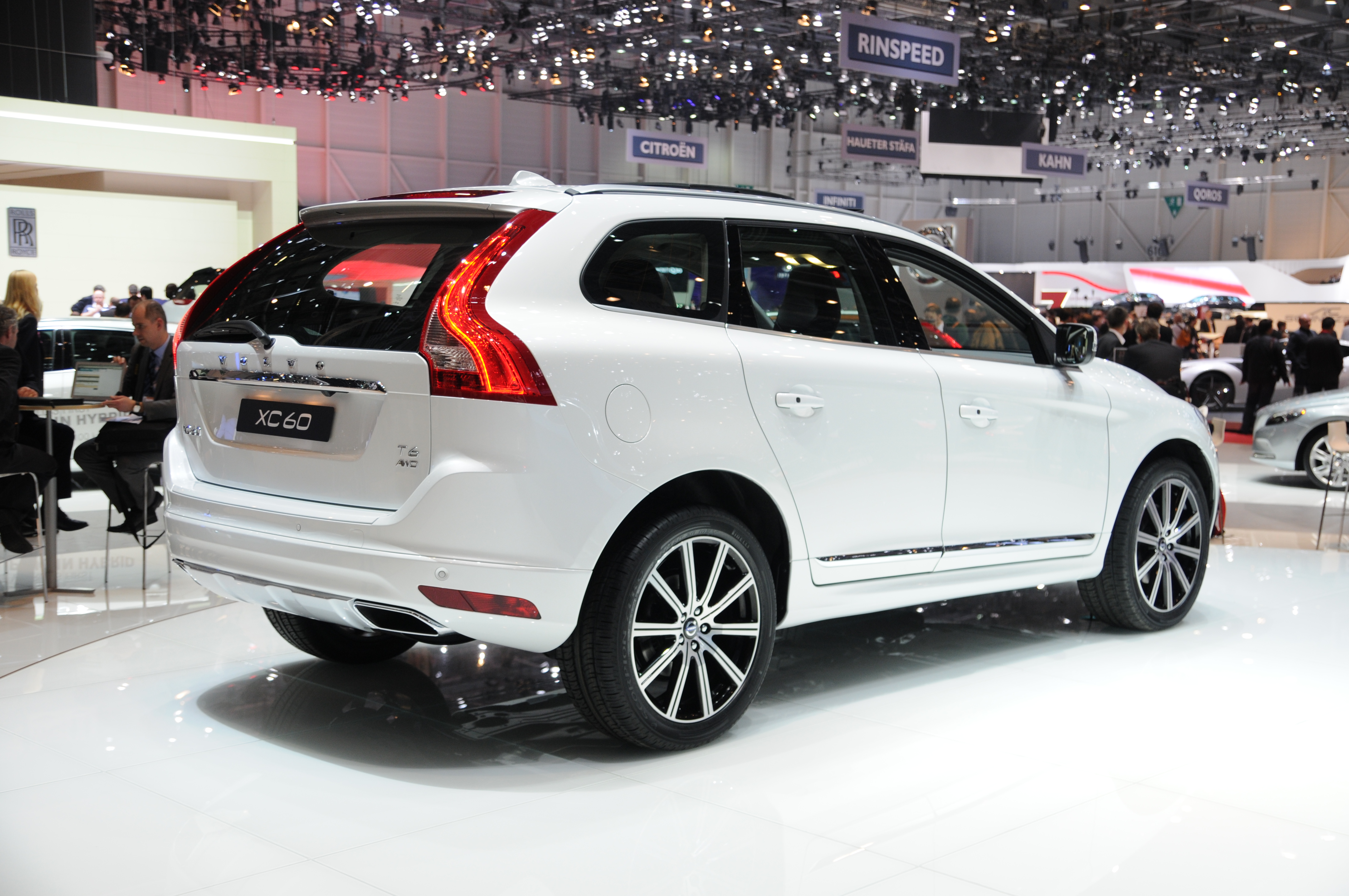
Volvo XC60 (2013-2017)

Sources,
|                               | XC60 D3                                                             | XC60 D4                                                                    | XC60 D4 AWD                                                                | XC60 D5 AWD                                                                | XC60 T5                            | XC60 T6                            | XC60 T6 AWD                        |
| ----------------------------- | ------------------------------------------------------------------- | -------------------------------------------------------------------------- | -------------------------------------------------------------------------- | -------------------------------------------------------------------------- | ---------------------------------- | ---------------------------------- | ---------------------------------- |
| Moteur                        | 4 cylindres en ligne turbo diesel Injection directe à rampe commune | 4 cylindres en ligne double turbo diesel Injection directe à rampe commune | 5 cylindres en ligne double turbo diesel Injection directe à rampe commune | 5 cylindres en ligne double turbo diesel Injection directe à rampe commune | 4 cylindres en ligne turbo essence | 4 cylindres en ligne turbo essence | 6 cylindres en ligne turbo essence |
| Cylindrée                     | 1 984 cm3                                                           | 1 969 cm3                                                                  | 2 400 cm3                                                                  | 2 400 cm3                                                                  | 1 969 cm3                          | 1 969 cm3                          | 2 953 cm3                          |
| Puissance maxi à tr/min       | 136 ch 3 500                                                        | 181 ch 4 250                                                               | 181 ch 4 000                                                               | 215 ch 4 000                                                               | 245 ch 5 500                       | 306 ch 5 700                       | 304 ch 5 600                       |
| Couple maxi à tr/min          | 350 N m 1 500 à 2 250                                               | 400 N m 1 750 à 2 500                                                      | 420 N m 1 500 à 2 500                                                      | 420 N m (auto. 440 N m) 1 500 à 3 250 (auto. 3000)                         | 350 N m 1 500 à 4 800              | 400 N m 2 100 à 4 500              | 440 N m 2 100 à 4 200              |
| Masse à vide                  | 1 641 kg                                                            | 1 628 kg (auto. 1 659 kg)                                                  | 1 701 kg (auto. 1 717 kg)                                                  | 1 708 kg (auto. 1 718 kg)                                                  | 1 647 kg                           | 1 651 kg                           | 1 737 kg                           |
| Vitesse maxi                  | 190 km/h                                                            | 210 km/h (manu./auto.)                                                     | 200 km/h (auto. 195 km/h)                                                  | 210 km/h (auto. 205 km/h)                                                  | 210 km/h                           | 210 km/h                           | 210 km/h                           |
| Accélération de 0–100 km/h    | 11,2 s                                                              | 8,5 s (manu./auto.)                                                        | 9,8 s (auto. 10,2 s)                                                       | 8,1 s (auto. 8,3 s)                                                        | 7,2 s                              | 6,9 s                              | 6,9 s                              |
| Consommation Mixte (l/100 km) | 5,3                                                                 | 4,5 (auto. 4,7)                                                            | 5,3 (auto. 6,4)                                                            | 5,3 (auto. 6,4)                                                            | 6,7                                | 7,3                                | 10,7                               |
| Émissions CO2 (g/km)          | 139                                                                 | 117 (auto. 124)                                                            | 139 (auto. 169)                                                            | 139 (auto. 169)                                                            | 157                                | 169                                | 249                                |

### Finitions
- Kinetic
- Momentum
- R-Design
- Ocean Race
- Summum
- Xénium

### Ventes
L'objectif de croisière de la XC60 était de 50 000 exemplaires écoulés par an. En 2009, les ventes ont dépassé les 60 000 unités dont 3 485 exemplaires en France (et 395 pour ses deux mois de commercialisation de 2008).

### Récompenses
La XC60 a remporté l'International Truck of the Year 2010, succédant au pick-up Dodge Ram. Elle a également remporté le prix de la « voiture familiale de l'année » 2010, décerné par la presse féminine.

### Concept car
C'est au salon de Détroit 2007 que Volvo dévoile le prototype XC60 Concept préfigurant la prochaine version du SUV milieu de gamme du constructeur premium suédois. Le concept est également présenté quelques mois plus tard au salon de Genève.
Le style est en partie inspiré de la compacte C30 au travers des larges hanches, de la forme des feux arrière et de la calandre verticale. On retrouve également la fine console centrale verticale, une autre spécialité Volvo.
Elle est très proche de la réalité au niveau de son design du modèle de série.

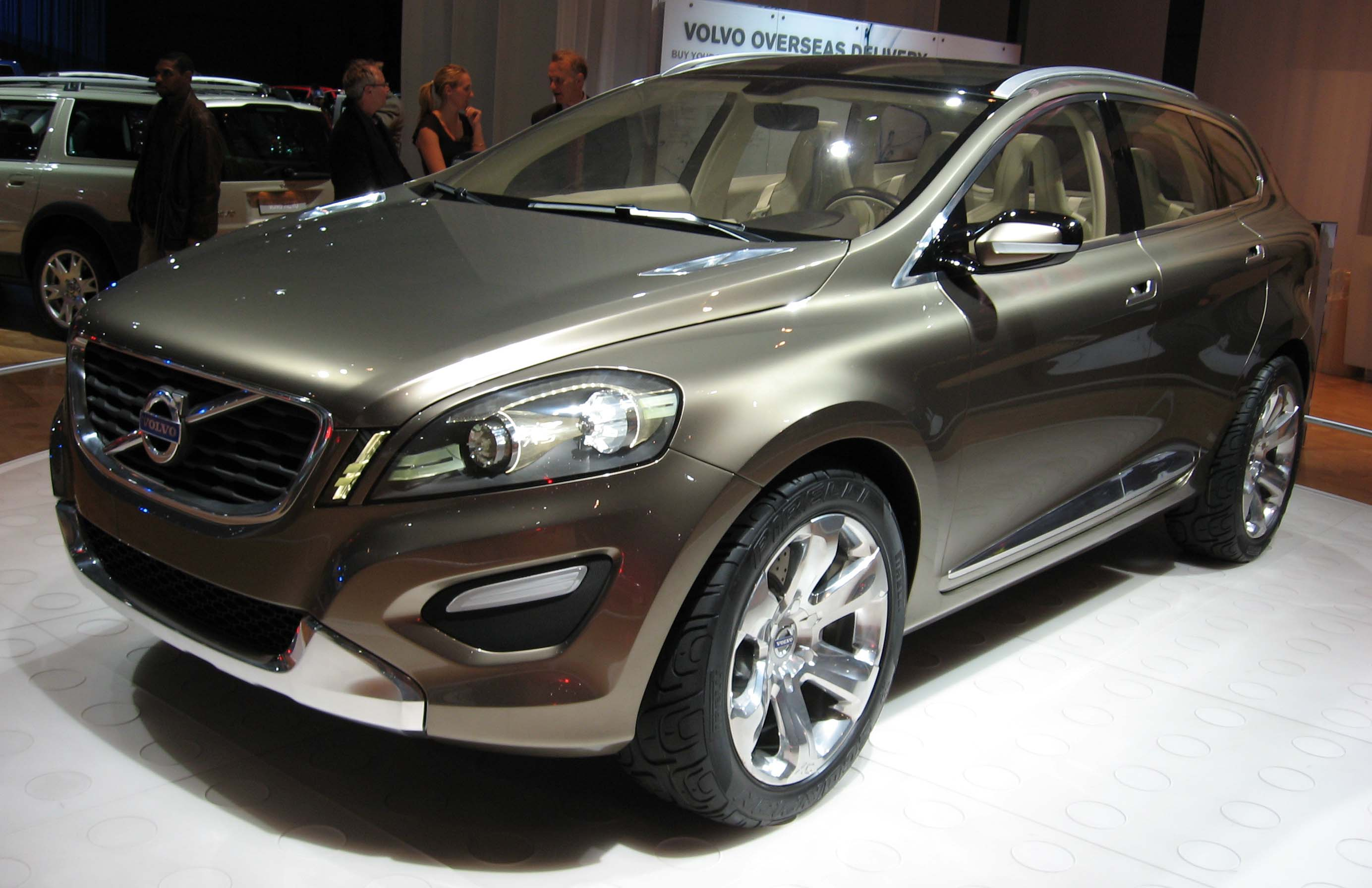
Volvo XC60 Concept (2007)
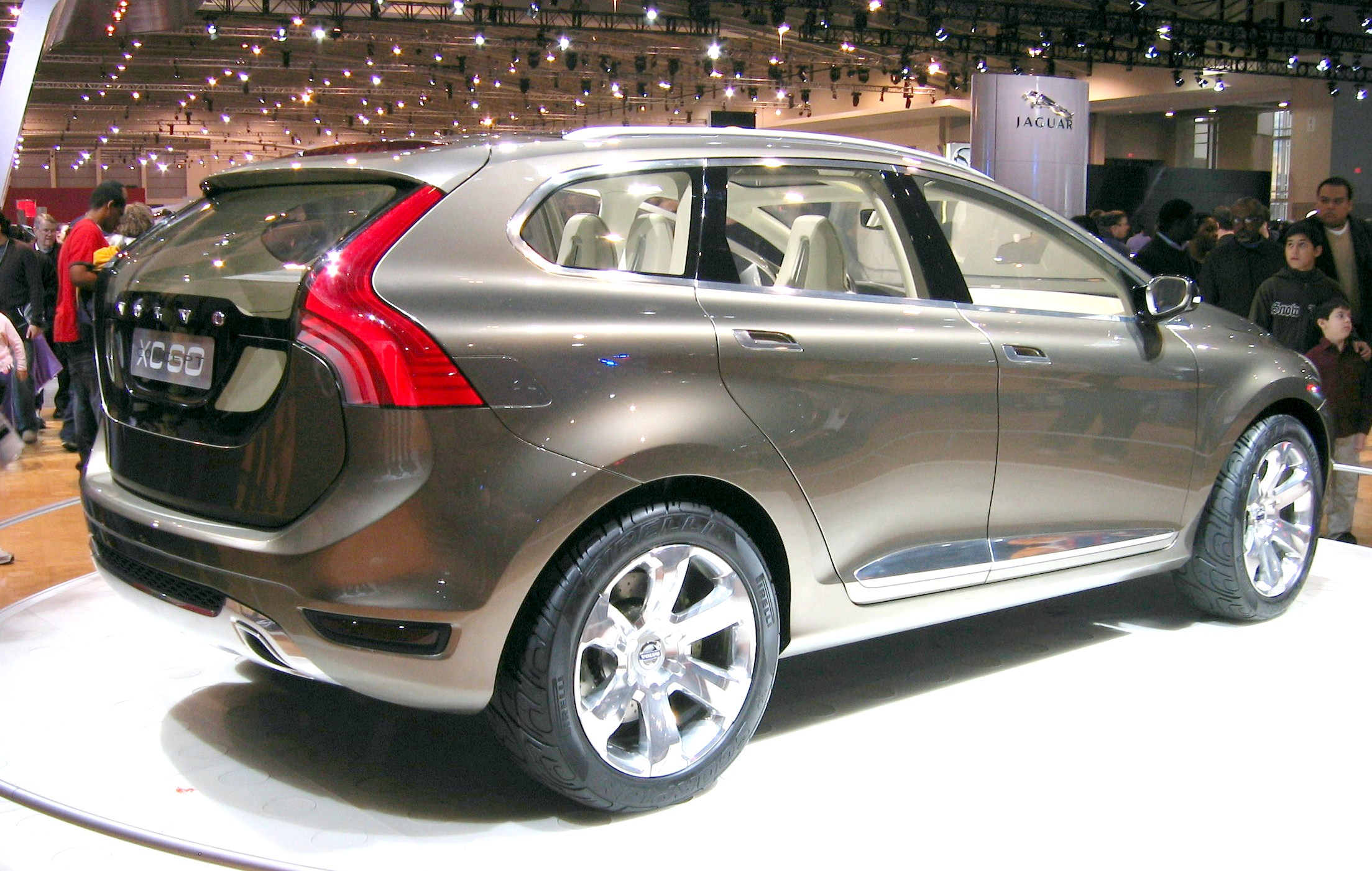
Volvo XC60 Concept (2007)
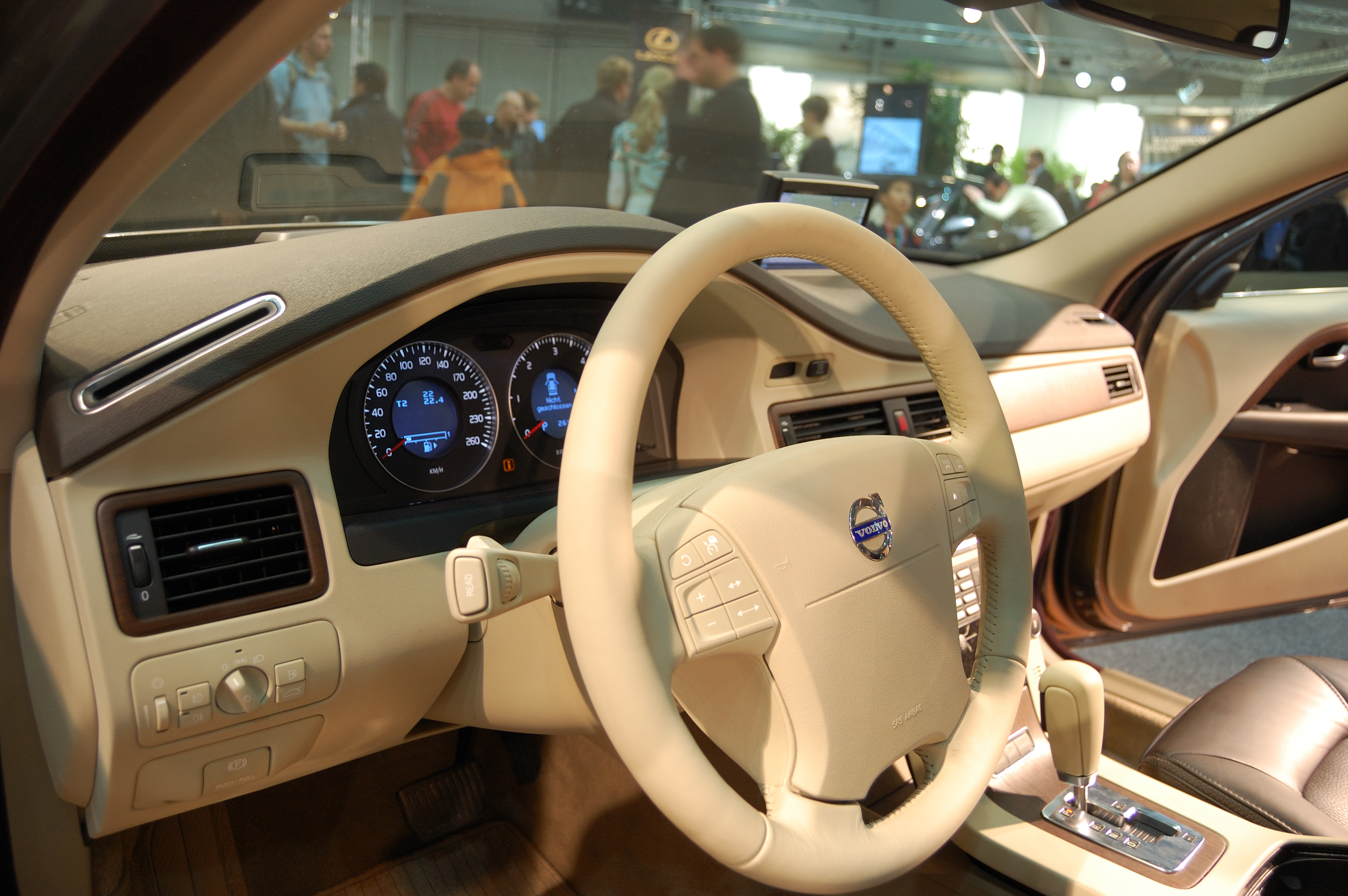
Volvo XC60 Concept (2007)

## Seconde génération (2017-)
Volvo présente sa seconde génération de XC60 au Salon de Genève 2017. Elle reprend la nouvelle identité vue sur la seconde génération des S90 et V90, en particulier la signature des phares en forme de marteaux de Thor, et inaugure trois nouveaux dispositifs de sécurité active. La XC60 II est commercialisée en septembre 2017. Elle est élue « World Car of the Year 2018 » (Voiture mondiale de l'année 2018) à l'occasion du salon de New York en mars 2018, succédant au Jaguar F-Pace.
Les modèles sont fabriqués à Göteborg et Chengdu mais aussi assemblés en « nécessaire en pièces détachées » pour les marchés locaux, soit à Kuala Lumpur pour l'Asie du Sud-Est et à Bangalore pour l'Inde.

### Motorisations
| Moteur                                               | 4 cylindres en ligne turbo essence | 4 cylindres en ligne turbo essence | 4 cylindres en ligne turbo essence | 4 cylindres en ligne turbo essence | 4 cylindres en ligne turbo essence | 4 cylindres en ligne double turbo diesel Injection directe à rampe commune | 4 cylindres en ligne double turbo diesel Injection directe à rampe commune | 4 cylindres en ligne double turbo diesel Injection directe à rampe commune | 4 cylindres en ligne double turbo diesel Injection directe à rampe commune | 4 cylindres en ligne double turbo diesel Injection directe à rampe commune |    |    |    |    |    |    |    |    |    |    |    |    |    |    |    |    |    |    |    |    |
| Désignation moteur                                   | B4204T26                           | B4204T26                           | B4204T34                           | B4204T34                           | B4204T34                           | D4204T4                                                                    | D4204T4                                                                    | D4204T4                                                                    | D4204T4                                                                    | D4204T23                                                                   |    |    |    |    |    |    |    |    |    |    |    |    |    |    |    |    |    |    |    |    |
| Admission                                            | Turbocompressé                     | Turbocompressé                     | Turbocompressé                     | Turbocompressé                     | Turbocompressé                     | Bi-turbocompressé                                                          | Bi-turbocompressé                                                          | Bi-turbocompressé                                                          | Bi-turbocompressé                                                          | Bi-turbocompressé                                                          |    |    |    |    |    |    |    |    |    |    |    |    |    |    |    |    |    |    |    |    |
| Cylindrée (cm3)                                      | 1 969                              | 1 969                              | 1 969                              | 1 969                              | 1 969                              | 1 969                                                                      | 1 969                                                                      | 1 969                                                                      | 1 969                                                                      | 1 969                                                                      |    |    |    |    |    |    |    |    |    |    |    |    |    |    |    |    |    |    |    |    |
| Puissance maximale ch (kW)                           | 197 (145)                          | 250 (184)                          | 253 + 87 (250)                     | 303 + 87 (287)                     | 318 + 87 (298)                     | 150 (110)                                                                  | 190 (140)                                                                  | 190 (140)                                                                  | 190 (140)                                                                  | 235 (173)                                                                  |    |    |    |    |    |    |    |    |    |    |    |    |    |    |    |    |    |    |    |    |
| au régime de (tr/min)                                | 4800                               | 5 500                              | 5500                               | 6000                               | 5800                               | 4 250                                                                      | 4 250                                                                      | 4 250                                                                      | 4 250                                                                      | 4 000                                                                      |    |    |    |    |    |    |    |    |    |    |    |    |    |    |    |    |    |    |    |    |
| Couple maximal moteur thermique (N m)                | 300                                | 350                                | 350                                | 400                                | 430                                | 350                                                                        | 400                                                                        | 400                                                                        | 400                                                                        | 480                                                                        |    |    |    |    |    |    |    |    |    |    |    |    |    |    |    |    |    |    |    |    |
| au régime de (tr/min)                                | 1800 à 4800                        | 1 800 à 4 800                      |                                    | 2 200 à 5 400                      |                                    | 1 500 à 2 500                                                              | \| 1 750 à 2 500                                                           | \| 1 750 à 2 500                                                           | \| 1 750 à 2 500                                                           | 1 750 à 2 250                                                              |    |    |    |    |    |    |    |    |    |    |    |    |    |    |    |    |    |    |    |    |
| Puissance moteur electrique ch (kW)                  | 14 (10)                            | 14 (10)                            | 87 (65)                            | 87 (65)                            | 87 (65)                            |                                                                            |                                                                            |                                                                            |                                                                            |                                                                            |    |    |    |    |    |    |    |    |    |    |    |    |    |    |    |    |    |    |    |    |
| Couple moteur electrique (N m)                       | 40                                 | 40                                 | 240                                | 240                                | 240                                |                                                                            |                                                                            |                                                                            |                                                                            |                                                                            |    |    |    |    |    |    |    |    |    |    |    |    |    |    |    |    |    |    |    |    |
| Puissance cumulé thermique + electrique (ch)         |                                    |                                    | 340                                | 390                                | 405                                |                                                                            |                                                                            |                                                                            |                                                                            |                                                                            |    |    |    |    |    |    |    |    |    |    |    |    |    |    |    |    |    |    |    |    |
| Boîte de vitesses                                    | Geartronic 8 rapports              | Geartronic 8 rapports              | Geartronic 8 rapports              | Geartronic 8 rapports              |                                    | Manuelle 6 rapports (BVM6)                                                 | Manuelle 6 rapports (BVM6)                                                 | Geartronic 8 rapports                                                      | Geartronic 8 rapports                                                      | Geartronic 8 rapports                                                      |    |    |    |    |    |    |    |    |    |    |    |    |    |    |    |    |    |    |    |    |
| Transmission                                         | Traction                           | Intégrale                          | Intégrale                          | Intégrale                          |                                    | Traction                                                                   | Traction                                                                   | Intégrale                                                                  | Intégrale                                                                  | Intégrale                                                                  |    |    |    |    |    |    |    |    |    |    |    |    |    |    |    |    |    |    |    |    |
| Vitesse maximale (en km/h)                           | 180                                | 180                                |                                    | 180                                |                                    | 180                                                                        | 180                                                                        | 180                                                                        | 180                                                                        | 180                                                                        |    |    |    |    |    |    |    |    |    |    |    |    |    |    |    |    |    |    |    |    |
| 0-100 km/h (en s)                                    | 7,9                                | 6,8                                |                                    | 5,5                                | 5,4                                | 10,2                                                                       | 8,8                                                                        | 8,4                                                                        | 8,4                                                                        | 7,2                                                                        |    |    |    |    |    |    |    |    |    |    |    |    |    |    |    |    |    |    |    |    |
| Consommation (en ℓ/100 km) urbain/extra-urbain/mixte |                                    | 9,1/6,2/7,3                        |                                    |                                    |                                    | 5,9/4,4/5,0                                                                | 5,8/4,4/                                                                   | 5,6/4,5/4,9                                                                | 6,3/5,0/5,5                                                                | 6,2/6,2/5,6                                                                |    |    |    |    |    |    |    |    |    |    |    |    |    |    |    |    |    |    |    |    |
| Émissions de CO2 (en g/km)                           | 169                                | 169                                | 177                                | 54                                 | 69                                 | 131                                                                        | 129                                                                        | 129                                                                        | 144                                                                        | 147                                                                        |    |    |    |    |    |    |    |    |    |    |    |    |    |    |    |    |    |    |    |    |
| Masse à vide (kg)                                    | 1869                               | 1 812                              | 1866                               | 2 139                              | 2225                               | 1 764                                                                      | 1 764                                                                      | 1 791                                                                      | 1 870                                                                      | 1 904                                                                      |    |    |    |    |    |    |    |    |    |    |    |    |    |    |    |    |    |    |    |    |
| Capacité du réservoir (L)                            | 71                                 | 71                                 | 71                                 | 70                                 | 70                                 | 71                                                                         | 71                                                                         | 71                                                                         | 71                                                                         | 71                                                                         | 71 | 71 | 71 | 71 | 71 | 71 | 71 | 71 | 71 | 71 | 71 | 71 | 71 | 71 | 71 | 71 | 71 | 71 | 71 | 71 |
| Norme environnementale                               | Euro 6                             | Euro 6                             | Euro 6                             | Euro 6                             | Euro 6                             | Euro 6                                                                     | Euro 6                                                                     | Euro 6                                                                     | Euro 6                                                                     | Euro 6                                                                     |    |    |    |    |    |    |    |    |    |    |    |    |    |    |    |    |    |    |    |    |

### Finitions
- Momentum
- Business Executive (réservé aux entreprises)
- R-Design
- Inscription
- Inscription Luxe
- Polestar Engineered

#### Séries spéciales
- Initiale Edition (300 exemplaires) : uniquement avec la motorisation diesel D4 190 ch et boîte automatique Geartronic 8 vitesses[22].
  - Apple CarPlay ;
  - caméra de recul ;
  - contours de vitres chromés ;
  - écran tactile ;
  - jantes 19 pouces ;
  - pack éclairage ;
  - pavillon anthracite ;
  - radars avant et arrière ;
  - vitres surteintées.

- Black Edition (second semestre 2023, à un prix de 81 630 € en France) : la seule teinte disponible est Noir Onyx Métallisée. Équipement basé sur la finition haut de gamme. Motorisation hybride rechargeable T6 d'une puissance cumulée de 350 ch[23].
  - éléments de carrosserie en noir laqué (jantes 21 pouces, calandre, rails de toit, contour des vitres...) ;
  - sellerie cuir/tissu de couleur noire ;
  - toit ouvrant ;
  - système audio Harman Kardon ;
  - banquette arrière chauffante ;
  - conduite semi-autonome.

## Production
1 680 000 exemplaires du XC60 ont été écoulés entre janvier 2009 et décembre 2020.